# Luj III. od Chinyja
Grof Luj III. (francuski: Louis; ? — Beograd, 5. kolovoza? 1189.) bio je belgijski plemić, grof Chinyja. Bio je sin grofa Alberta, kojeg je i naslijedio.

## Biografija
Nije poznato kada je Luj rođen. Njegovi roditelji su bili grof Albert od Chinyja i grofica Agneza od Bara. Luj je naslijedio oca na mjestu grofa Chinyja.
Lujeva supruga bila je neka Sofija, čije je podrijetlo nepoznato. Njihov je sin bio očev nasljednik, grof Luj IV. od Chinyja.
Luj je umro u Beogradu 1189. godine. Nakon Lujeve smrti, Sofija se preudala za Anseaua de Garlandea te su imali jedno dijete, sina Anseaua, koji je bio lord Tournana. Sofijin je treći suprug bio Gauthier d'Yvoix, za kojeg se udala 1201.